# Depo kolejových vozidel Ústí nad Labem
Depo kolejových vozidel Ústí nad Labem (DKV Ústí nad Labem) bylo do konce listopadu 2007 jednou z 8 oblastních výkonných jednotek typu DKV u Českých drah a. s. 
Mělo provozní jednotky Liberec, Děčín a Chomutov a dvě provozní střediska, Česká Lípa a Louny. Patřilo k němu i provozní pracoviště Tanvald. Provozní jednotka Liberec přešla pod DKV Ústí nad Labem od 1. července 2004 zrušením Depa kolejových vozidel Liberec. Od 1. července 2004 k němu byly přičleněny provozní jednotky Chomutov a Most a středisko lokomotivních čet Lovosice z rušeného Střediska kolejových vozidel Louny. 
DKV Ústí nad Labem bylo provozovatelem lanové dráhy na Ještěd, dnes jediné visuté lanové dráhy Českých drah. 
Významná pro charakteristiku DKV Ústí nad Labem byla doprava uhlí do elektráren Mělník, Chvaletice a Opatovice a kontejnerová doprava z Prahy-Uhříněvsi do Drážďan. 
DKV Ústí nad Labem mělo v roce 2006 asi 2580 zaměstnanců. 
V souvislosti s vytvořením dceřiné společnosti ČD Cargo, která od 1. prosince 2007 převzala třetinu lokomotiv a všechny nákladní vozy Českých drah, DKV Ústí nad Labem jako organizační jednotka Českých drah zaniklo, některé provozy přešly pod jiná DKV. Společnost ČD Cargo vytvořila SOKV (středisko oprav kolejových vozidel) Ústí nad Labem  s touto organizační strukturou: 
- Středisko oprav kolejových vozidel Ústí nad Labem
  - Provozní jednotka Nymburk
    - Komando Nymburk: provozní střediska Kolín, Liberec, Mladá Boleslav, Nymburk

  - Provozní jednotka Praha
    - Komando Praha: provozní střediska Čerčany, Kralupy nad Vltavou, Praha, Rakovník

  - Provozní jednotka Ústí nad Labem
    - Komando Děčín: provozní středisko Děčín
    - Komando Most: provozní střediska Chomutov, Most
    - Komando Ústí nad Labem: provozní středisko Ústí nad Labem

## Historie
Výtopna Ústí nad Labem, dnes největší depo na Českých drahách, vznikla se zahájením provozu železniční trati z Ústí nad Labem do Teplic společností Ústeckoteplické dráhy dne 20. května 1858. Dnešní podoba depa pochází z roku 1954, kdy bylo depo obnoveno po válečném bombardování. 
Výtopna parních lokomotiv v Děčíně (tehdy v Podmoklech) byla zprovozněna společně s novou tratí ze Saska do Prahy 6. dubna 1851. Při výstavbě dalších tratí do Děčína si další společnosti vybudovaly každá svoje depo. Vznikly i železniční dílny.
V Liberci byla založena výtopna při otevření trati v roce 1859 a později tam byly vybudovány opravny vozidel. Podobný vývoj proběhl v České Lípě, Rumburku, Varnsdorfu, Tanvaldu, Frýdlantu, Turnově i jinde. Pracoviště pro vyzbrojování, otáčení a údržbu parních lokomotiv vznikla například v Teplicích, Duchcově a Louce u Litvínova, výtopny s cyklickou údržbou v Žatci a Lovosicích, v Lounech opravny lokomotiv a vozů, v Chomutově i v Mostě depa se dvěma rotundami. 
28. června 2007 získalo depo certifikát systému řízení jakosti podle normy ISO 9001:2000 v oboru „Vyšší stupně oprav a běžné opravy nákladních železničních vozů a jejich dílů“. Nákladní vozy opravuje v Ústí nad Labem, Nymburce, Mostu, Děčíně a Liberci. V Ústí nad Labem se provádí údržba elektrických i dieselových lokomotiv a elektrických souprav. 
V oblasti DKV jsou k dispozici dva venkovní rámové umývače skříní vozidel, v Děčíně a Ústí nad Labem. Od 1. ledna 2008 má být čištění a úklid osobních vozidel outsourcováno, provádět se podle zadání má ve městech Ústí nad Labem, Děčín, Rumburk, Louny, Chomutov, Česká Lípa, Liberec, Most, Tanvald.
Národní technické muzeum převzalo od 1. března 2006 jednu rotundu depa v provozní jednotce Chomutov.

## Vozový park
Depo začínalo s parními lokomotivami. 
Motorové vozy přišly do ústeckého depa o dvacet let později než do jiných oblastí. Od roku 1948 provozovalo depo první motorové vozy řady M 131.1, tzv. hurvínky, poté motorové vozy řad M 262.0 (dnes 830), M 240.0 (820) a M 152.0 (810).
Dnes převažují vozidla elektrické trakce. 
V roce 2006 má DKV Ústí nad Labem 790 železničních kolejových vozidel, z toho 250 vozů pro osobní dopravu, 200 dieselových a 145 elektrických lokomotiv, ponejvíce řad 122, 123, 163, resp. 372. Pro regionální dopravu 140 motorových vozů a 9 elektrických jednotek řady 460.